# Робърт Дженкинсън, лорд Ливърпул
Робърт Банкс Дженкинсън, 2-ри граф Ливърпул (на английски: Robert Banks Jenkinson), известен и като лорд Ливърпул (7 юни 1770 – 4 декември 1828) е британски държавен и политически деец, министър-председател на Великобритания от 1812 до 1827 г.
Важни събития в периода на управлението на правителството на торите, оглавявано от него, са Британско-американската война от 1812 г. със САЩ, войните на Шестата и Седмата коалиция срещу Първата френска империя, приключването на Наполеоновите войни с Виенския конгрес, приемането на протекционистичните Житни закони, кръвопролитието в Манчестър (на английски: Peterloo Massacre) и поставянето на въпроса за намаляване на ограниченията спрямо католиците (т.нар. католическа еманципация на английски: Catholic emancipation).